# Francisco Murillo Herrera
Francisco Murillo Herrera (* 3. Oktober 1878 in Vélez-Málaga; † 10. Oktober 1951 in Sevilla) war ein spanischer Kunsthistoriker.

## Leben
Murillo Herrera war der Sohn des Apothekers Francisco Murillo Hernández und dessen Frau Magdalena Herrera Espiner und hatte sechs Geschwister. Er besuchte zunächst bis 1893 das „Instituto sevillano de Segunda Enseñanza“ in Sevilla, ehe er von 1893 bis 1899 Jura, Philosophie und Geisteswissenschaften studierte. Im Juni 1899 schloss er das Studium ab. 1903 wurde er Professor für Kunstgeschichte („Teoría de la Literatura y de las Artes“) an der Universität Sevilla und begründete dort 1907 das „Laboratorio de Arte“ (Kunsthistorische Institut). Zu seinen Schülern gehören Diego Angulo Iñiguez, Enrique Marco Dorta, José Hernández Díaz u. a. In den Jahren 1912 bis 1915 absolvierte er als freier Student an der Universität Granada ein Studium der Pharmazie.
Er war seit dem 29. Juni 1915 mit Dolores (geborene de la Vega) verheiratet, die im Folgejahr bei der Geburt des gemeinsamen Kindes starb.

## Publikationen (Auswahl)
- Tratado de Alcántara (1479), históricamente considerado. Ein Gemälde von Juan de Ruelas. In: Monatshefte für Kunstwissenschaft. Band 5, Nr. 3, 1912, ISSN 0863-5811, JSTOR:24493895, S. 84–85.

## Archivalien
- Francisco Murillo agradece a Francisco de las Barras el donativo de libros y fotografías destinado al Laboratorio de Arte de la Facultad de Filosofía y Letras. Sevilla, 2. Oktober 1940 (Handgeschriebener Brief).